# Liste des films colombiens sortis avant 1960
Cette liste répertorie les longs-métrages du cinéma colombien concernant la fiction, l'animation et les documentaires sortis dans les années 1910, 1920, 1930, 1940 et 1950.
- (*) : Traduction littérale en français

| Type         | Titre original                                                                     | Titre français             | Réalisateur                                   | Année |
| ------------ | ---------------------------------------------------------------------------------- | -------------------------- | --------------------------------------------- | ----- |
| Documentaire | El drama del 15 de octubre                                                         | Le drame du 15 octobre (*) | Vincenzo Di Domenico                          | 1915  |
| Fiction      | María                                                                              | -                          | Máximo Calvo Olmedo, Alfredo del Diestro      | 1922  |
| Fiction      | Madre                                                                              | -                          | Samuel Velásquez                              | 1924  |
| Fiction      | Aura o las violetas                                                                | Aura ou les violettes      | Vincenzo Di Domenico et Pedro Moreno Garzón   | 1924  |
| Fiction      | La tragedia del silencio                                                           | La tragédie du silence (*) | Arturo Acevedo Vallarino                      | 1924  |
| Fiction      | Alma provinciana                                                                   | -                          | Félix Joaquín Rodríguez                       | 1925  |
| Fiction      | Bajo el cielo antioqueño                                                           | -                          | Arturo Acevedo Vallarino                      | 1925  |
| Fiction      | Conquistadores de almas                                                            | -                          | Pedro Moreno Garzón                           | 1925  |
| Documentaire | Manizales city                                                                     | -                          | Félix R. Restrepo                             | 1925  |
| Fiction      | Suerte y azar                                                                      | -                          | Camilo Cantinazzi                             | 1925  |
| Fiction      | Garras de oro                                                                      | -                          | P.P. Jambrina                                 | 1926  |
| Fiction      | Nido de cóndores                                                                   | -                          | Alfonso Mejía Robledo                         | 1926  |
| Fiction      | Tuya es la culpa                                                                   | -                          | Camilo Cantinazzi                             | 1926  |
| Fiction      | Los amores de Quelif                                                               | -                          | Carlos Arturo Sanín Restrepo                  | 1928  |
| Fiction      | Rafael Uribe Uribe o el fin de las guerras civiles en Colombia (Caminos de gloria) | -                          | Pedro J. Vásquez                              | 1928  |
| Documentaire | Colombia victoriosa                                                                | -                          | Gonzalo Acevedo Bernal, Álvaro Acevedo Bernal | 1933  |
| Documentaire | Olaya Herrera y Eduardo Santos o de la cuna al sepulcro                            | -                          | Gonzalo Acevedo Bernal, Carlos Schroeder      | 1937  |
| Fiction      | Al son de las guitarras                                                            | -                          | Alberto Santana, Carlos Schroeder             | 1938  |
| Fiction      | Flores del valle                                                                   | -                          | Máximo Calvo Olmedo                           | 1941  |
| Fiction      | Allá en el trapiche                                                                | -                          | Roberto Saa Silva                             | 1943  |
| Fiction      | Anarkos                                                                            | -                          | Roberto Saa Silva                             | 1944  |
| Fiction      | Antonia Santos                                                                     | -                          | Miguel Joseph y Mayol, Gabriel Martínez       | 1944  |
| Fiction      | Golpe de gracia                                                                    | -                          | Emilio Álvarez Correa, Oswaldo Duperly        | 1944  |
| Fiction      | Bambucos y corazones                                                               | -                          | Gabriel Martínez                              | 1945  |
| Fiction      | Castigo del fanfarrón                                                              | -                          | Máximo Calvo Olmedo, Roberto González         | 1945  |
| Fiction      | El sereno de Bogotá                                                                | -                          | Gabriel Martínez                              | 1945  |
| Fiction      | La canción de mi tierra                                                            | -                          | Federico Katz                                 | 1945  |
| Fiction      | Sendero de luz                                                                     | -                          | Emilio Álvarez Correa                         | 1945  |
| Fiction      | Colombia linda                                                                     | -                          | Camilo Correa Restrepo                        | 1955  |
| Fiction      | La gran obsesión                                                                   | -                          | Guillermo Ribón Alba                          | 1955  |
| Documentaire | Llamas contra el viento                                                            | -                          | Emilio Gómez Muriel                           | 1956  |
| Documentaire | Los halcones de la ruta                                                            | -                          | Enrique Olaya Ospina                          | 1956  |
| Fiction      | La frontera del sueño                                                              | -                          | Esteban Sanz                                  | 1957  |
| Fiction      | El milagro de sal                                                                  | -                          | Luis Moya Sarmiento                           | 1958  |